# Отпуск в октябре
«Отпуск в октябре» — российский независимый художественный фильм 2023 года, четвёртый полнометражный фильм режиссёра Романа Михайлова, снятый по его собственному сценарию, и третий его фильм, вышедший на экраны в 2023 году.
Картина, главные роли в которой сыграли Мария Мацель, Анна Завтур, Геннадий Блинов и Евгений Ткачук, рассказывает об участии молодой актрисы Светы в съёмках «болливудского» фильма под Петрозаводском. Фильм был высоко оценён большинством кинокритиков, которые отметили явную аллюзию в названии на советский фильм «Отпуск в сентябре» 1979 года. Оба фильма снимались в Петрозаводске.

## Создание
Фильм стал третьим по счёту, снятым Романом Михайловым и его командой. Летом 2022 года режиссёр говорил в интервью о том, что по сюжету фильма актрисы «попадут в Равинагар», а часть съёмок будет проходить в Индии, «в основном в Дели и Варанаси», совместно с какой-нибудь болливудской студией. Позже, однако, по ряду причин творческая команда отказалась от этой затеи.
Фильм снимался в Петрозаводске осенью 2022 года на площадках морского клуба «Полярный Одиссей» и санатория «Белые ключи».
В августе 2023 года состоялась премьера «Отпуска в октябре» на 31-м фестивале российского кино в Выборге. В Москве фильм был представлен 17 октября в кинотеатре «Октябрь» в рамках фестиваля «КАРО.Арт». В кинопрокат в России фильм вышел 26 октября 2023 года.

## Сюжет
Молодая актриса Света и её подруга Лена снимаются в эпизодических ролях криминальных телесериалов, ходят на кинопробы и мечтают о больших ролях. Когда Лена рассказывает о том, что её взяли в «большой болливудский проект», Света решает присоединиться. Съёмки должны начаться в России под Петрозаводском, а позже вся съёмочная группа поедет в Индию. Хотя мама Светы не в восторге от этой идеи, Света твёрдо намерена ехать, однако, прибыв с чемоданами в Петрозаводск, девушки обнаруживают, что актрис сажают в кузов фуры. Лена решает, что их обманули, и остаётся, однако Света едет с остальными.
Девушек привозят на съёмочную площадку в глуши, где режиссёр-индиец и продюсер-француз снимают фильм, задействовав множество российских актёров, а также «лучшего диджея» и «лучшего хореографа». По сюжету фильма, герой-индиец приезжает в Россию за своей русской невестой, которая собирается выйти замуж за другого; действие происходит во время свадьбы, на которой присутствуют русские мафиози. Съёмки происходят без чёткого сценария, в некоторые дни фильм не снимается из-за запрета астролога. Света также узнаёт, что актёры, в том числе бывший исполнитель главной роли, иногда пропадают. Живёт вся съёмочная группа в гостинице. Света знакомится с молодым актёром по имени Андрей, которого пригласили на роль жениха взамен пропавшего актёра. В свою очередь, Андрей знакомит Свету с диджеем, который показывает молодым людям видеозапись интервью эксперта об особенностях советской киноплёнки «Свема», в которую якобы внесены «алхимические коды». Света рассказывает Андрею о том, что она часто видит «сны внутри снов», а однажды у неё был даже «сон внутри сна внутри сна».
Дни идут за днями, съёмки всё так же продолжаются в одном и том же павильоне. Диджей приглашает Свету и Андрея участвовать в игре: по вечерам участники игры смотрят в зале с кинопроектором отрывки из старых советских фильмов (один из которых называется «Отпуск в октябре»), а затем, вытянув из вазы написанные на бумажках имена персонажей, разыгрывают эти сцены сами. Свету удивляет, что в фильмах 1970-х годов всё такое тусклое, а люди всё время обманывают друг друга и выглядят несчастными. В связи с этим она говорит, что если бы сама жила в то время, то жила бы «честнее». Во время одной из игр один из актёров напоминает, что тот, кто вытянет ключ, «провалится» в какое-то неизвестное место.
Во время очередного воспроизведения сцены из фильма Света надевает красный плащ, задевая стоящую на столе вазу, которая падает и разбивается на множество осколков. Она выходит из квартиры и оказывается на экране кинопроектора, в обстановке, напоминающей фильмы 1970-х годов. Она выходит во двор, оборачивается и улыбается зрителям, а затем продолжает свой путь по улице.

## В ролях
- Мария Мацель — Света
- Анна Завтур — Лена
- Геннадий Блинов — Андрей
- Евгений Ткачук — диджей
- Кирилл Полухин — актёр в роли бандита
- Фёдор Лавров — актёр в роли бандита
- Андрей Бледный — актёр в роли бандита
- Юлия Марченко — ассистентка режиссёра
- Джулиано Ди Капуа — французский продюсер
- Варвара Павлова — мать Светы
- Алексей Винников — актёр на съёмках
- Юра Борисов — актёр на съёмках
- Злата Кладницкая — актриса на съёмках
- Владимир Варнава — хореограф
- Михаил Елизаров — режиссёр на кинопробах
- Марта Ткачук — агент
- Виталий Коваленко — местный житель с собакой
- Фрол Фролов (Алексей Фролов) — шпана
- Максим Капитанов — шпана
- Андрей Юденков — шпана
- Регина Ацапкина (Регина Бекетова) — местная жительница
- Николай Горшков — актёр, играющий полицейского в сериале
- Евгений Филатов — актёр в советском фильме
- Олег Рязанцев — актёр в советском фильме
- Сергей Сафронов — актёр в советском фильме
- Екатерина Старателева

## Отзывы
Фильм получил хорошие отзывы критиков, которые отмечали характерный для Михайлова «сновидческий» характер картины и ассоциации с такими фильмами Дэвида Линча, как «Синий бархат», «Малхолланд Драйв» и «Внутренняя империя». Так, обозреватель Лидия Маслова назвала фильм Михайлова «киноведческой фантасмагорией» и «попыткой погрузиться в психологию киноактёра и описать кино „как образ жизни“», отметив, что «основная интрига „Отпуска в октябре“ — тут непросто определить, где кончается сон и начинается нечто похожее на реальность». Аналогично, Ольга Крюкова пишет о том, что «Отпуск в октябре» — «это сказка о кино, оно — главный герой фильма. Оно здесь может всё и присутствует всюду, оно являет себя где угодно, особенно в снах. Сны — любимая среда обитания кино, а кино — идеальная форма их воплощения». По мнению критика, «болливудская одиссея Светы может оказаться чем угодно: сном Марии Мацель или сном девушки Вермеера, навеянным узорами ковра», с которого и начинается фильм.
По словам Михаила Трофименкова, «для зрителей последняя четверть фильма, словно внезапно для самого Михайлова, гордившегося в интервью своей кинематографической невинностью, оборачивается игрой в Дэвида Линча и советское производственное кино 1970-х одновременно». Василий Корецкий, также отмечающий, что фильм Михайлова «выглядит как оммаж всему киномедиуму сразу», считает, что «гротескная пародия на советское кино» — это «самая смешная и гениальная часть михайловского фокуса». В целом же, «постоянное подчёркивание связи всего со всем, игры видимостей и значений — вроде как бы шуточное и в то же время серьёзное — и составляет душу и характер фильма».
Илья Воеводин назвал «Отпуск в октябре» фильмом «о поездке в Болливуд, не столько географический, сколько внутренний, и об экспериментах со временем», а также отметил, что это «кино, укладывающееся скорее в тенденции русского театра, нежели кино».
По мнению Максима Ершова, «Отпуск в октябре» — «пожалуй, самый зрелый, масштабный и виртуозно придуманный фильм Михайлова», а «закулисье болливудского фильма напоминает рождение на свет масштабного проекта „Дау“»: «актёры приходят и уходят, на площадке творится производственный хаос, внятного сценария никто не видел». В картине «грань между грёзой и явью принципиально неразличима», причём фильм «намеренно устроен так, что предлагает несколько вариантов интерпретации».
Неодобрительно о фильме высказался Валерий Кичин, по мнению которого, «Отпуск в октябре» «смахивает на скрупулёзный, но бессвязный отчёт о ночном бреде», и «людям, далёким от психоделики, это смотреть бесполезно, раз понять происходящее не могут даже его участники».